# Pop Artistry
Pop Artistry — студийный альбом американской певицы Сары Воан, выпущенный в 1966 году на лейбле Mercury Records при участии ранжировщика Лучи Деджизуса.

## Отзывы м признание
| Оценки критиков               | Оценки критиков |
| Источник                      | Оценка          |
| ----------------------------- | --------------- |
| AllMusic                      | [ 1 ]           |
| Encyclopedia of Popular Music | [ 2 ]           |

Рецензент журнала Billboard назвал альбом «полезным музыкальным набором» и «гигантом по программированию и продажам». Также были высоко оценены «захватывающие и креативные» аранжировки Деджизуса и уникальный вокальный стиль Воан..

## Список композиций
1. «Yesterday» (Пол Маккартни, Джон Леннон) — 2:15
2. «I Know a Place» (Тони Хэтч) — 2:23
3. «If I Ruled the World» (Лесли Брикасс, Сирил Орнадель) — 3:06
4. «Make It Easy on Yourself» (Хэл Дэвид, Берт Бакарак) — 2:38
5. «He Touched Me» (Билл Гейтер) — 2:30
6. «Habibi (Love Song from Sallah)» (Боб Тьюберт, Йохан Зарай) — 2:48
7. «What the World Needs Now Is Love» (Хэл Дэвид, Берт Бакарак) — 2:51
8. «A Lover’s Concerto» (Сэнди Линцер, Денни Рэнделл) — 2:48
9. «Little Hands» (Джордж Форрест, Роберт Райт) — 2:43
10. «On a Clear Day You Can See Forever» (Бертон Лейн, Алан Джей Лернер) — 2:16
11. «First Thing Every Morning» (Джимми Дин) — 2:01
12. «Waltz for Debbie» (Билл Эванс, Джин Лис) — 2:02

## Участники записи
- Аранжировка, дирижёр — Лучи Деджизус
- Вокал — Сара Воан